# Stadion Hohenhorst
Das Stadion Hohenhorst ist ein kombiniertes Fußball- und Leichtathletikstadion in der westfälischen Kreisstadt Recklinghausen. Das Stadion wurde ursprünglich als Heimspielstätte von Viktoria Recklinghausen errichtet, als Ersatz für die Viktoria-Kampfbahn, deren Gelände für den Bau eines Krankenhauses benötigt wurde. Viktoria Recklinghausen spielte zwischen 1933 und 1935 zwei Spielzeiten in der Gauliga Westfalen und fusionierte 1971 mit SuS 13 Recklinghausen zum SC Recklinghausen.
Das Stadion wurde in den 1970er Jahren für eine Kapazität von 30.000 Zuschauern geplant, aber nie so ausgebaut. Heute finden auf überdachten Sitzplätzen 2700 Besucher einen Platz. Im Stadionrund können weitere 4300 Zuschauer das Geschehen von Betonstufen aus verfolgen. Als Leichtathletikstadion bietet der Hohenhorst acht Kunststoff-Laufbahnen und eine Hindernis-Laufbahn mit Wassergraben.
Am 10. September 2006 fand im Stadion Hohenhorst ein Spiel der Fußballweltmeisterschaft der Menschen mit Behinderung statt. Der spätere Weltmeister Saudi-Arabien besiegte im Viertelfinale das Team von England mit 4:1.

## Verkehrsanbindung
Die VRR-Buslinie 235 der Vestischen Straßenbahnen bietet direkte Verbindungen in die Innenstadt und zum Hauptbahnhof Recklinghausen.
| Linie | Verlauf | Takt (Mo–Fr) |
| ----- | --- | ------------ |
| 235   | Hillerheide, Stadion Hohenhorst – Paulusviertel – Viehtor – Recklinghausen Hbf – Quellberg – In den Heuwiesen | 30 min       |